# Małgorzata Praczyk
Małgorzata Praczyk (ur. 1983)– polska historyczka, dr hab., profesor uczelni Wydziału Historii Uniwersytetu im. Adama Mickiewicza w Poznaniu. Specjalizuje się w historii XIX i XX wieku, badaniach pamięci oraz w badaniach z zakresu historii środowiskowej.

## Życiorys
W 2011 obroniła pracę doktorską zatytułowaną Materialność – Polityka – Emocje. Pomniki Poznania i Strasburga (XIX-XX wiek). Na jej podstawie opublikowała książkę pt. Materia pomnika. Studium porównawcze na przykładzie monumentów w Poznaniu i Strasburgu w XIX i XX wieku, która ukazała się w tłumaczeniu na język angielski pod tytułem Reading Monuments. A Comparative Study of Monuments in Poznań and Strasbourg from the Nineteenth and Twentieth Centuries. W 2019 roku uzyskała stopień doktora habilitowanego na podstawie dorobku naukowego i rozprawy pod tytułem Pamięć środowiskowa we wspomnieniach osadników na „Ziemiach Odzyskanych”. W 2019 roku objęła stanowisko profesora uczelni na Wydziale Historii Uniwersytetu im. Adama Mickiewicza w Poznaniu. Od 2019 roku przedstawicielka Polski w European Society for Environmental History.

## Nagrody
- Laureatka konkursu na najlepszą monografię dotyczącą problematyki pamięci, organizowanego w ramach II Polskiej Konferencji Pamięcioznawczej. Studia nad pamięcią w Polsce i o Polsce za książkę pt. Pamięć środowiskowa we wspomnieniach osadników na „Ziemiach Odzyskanych” (2019)[6].